# وانغ يان (لاعبة كرة قدم)
وانغ يان (بالصينية: 王焱) هي لاعبة كرة قدم صينية، ولدت في 22 أغسطس 1991. شاركت مع منتخب الصين الوطني لكرة القدم للنساء. أما مع النوادي، فقد لعبت مع Beijing W.F.C. ‏.

## وصلات خارجية
- وانغ يان على موقع الاتحاد الدولي (مؤرشف)  (الإنجليزية)
- وانغ يان على موقع قاعدة بيانات كرة القدم.إي يو (الإنجليزية)
- وانغ يان على موقع Soccerway.com (الإنجليزية)
- وانغ يان على موقع أوليمبيديا (الإنجليزية)
- وانغ يان على موقع أوليمبيديا (الإنجليزية)
- وانغ يان على موقع اللجنة الأولمبية الصينية (الإنجليزية)